# Medaille voor Militaire Verdienste voor Nederlandse Soldaten
De Medaille voor Militaire Verdienste voor Nederlandse Soldaten (Duits: Militärverdienstmedaille für Niederländische Soldaten) was een Oostenrijkse onderscheiding die in 1792 door keizer Leopold II van het Heilige Roomse Rijk werd ingesteld. Het revolutionaire Frankrijk had Oostenrijk de oorlog verklaard. De Oostenrijkse heerser Leopold was keizer van Duitsland en heerste ook over Milaan en de Zuidelijke of Oostenrijkse Nederlanden zodat hij op meerdere fronten tegen Frankrijk vocht.
Deze medaille was gedacht voor de in zijn leger vechtende Nederlandse militairen, voornamelijk Zuid-Nederlanders. Er was ook een medaille voor de militairen uit het eveneens tot de Habsburgse bezittingen behorende hertogdom Limburg, de Herinneringsmedaille voor Vrijwilligers uit de Provincie Limburg.